# Шелтон, Алфред
А́лфред Ше́лтон (англ. Alfred Shelton; 11 сентября 1865 — 24 июля 1923) — английский футболист, хавбек. Выступал за футбольные клубы «Ноттс Рейнджерс», «Ноттс Каунти», «Лафборо» и «Илкстон Таун», а также за национальную сборную Англии.
Его старший брат Чарли также был профессиональным футболистом и выступал за сборную Англии.

## Клубная карьера
Родился в Ноттингеме, окончил школу «Сент-Николас». Футбольную карьеру начал в местном клубе «Ноттс Рейнджерс». В августе 1888 года перешёл в «Ноттс Каунти», который стал одним из основателей Футбольной лиги Англии. 15 сентября 1888 года дебютировал за клуб в матче против «Эвертона». В сезоне 1888/89 провёл за «Ноттс Каунти» 21 матч в Футбольной лиге и ещё 4 матча — в Кубке Англии, выступая на позиции флангового хавбека. В сезоне 1890/91 помог команде дойти до финала Кубка Англии, в котором «Ноттс Каунти» проиграл клубу «Блэкберн Роверс». Три года спустя вновь сыграл в финале Кубка Англии, но на этот раз одержал в нём победу, обыграв «Болтон Уондерерс». Алфред Шелтон выступал за «Ноттс Каунти» до 1896 года, сыграв 195 матчей и забив 5 голов.
В 1892 году Шелтону предложили стать капитаном только что сформированного клуба «Ливерпуль», предложив зарплату в размере 250 фунтов в год и контракт на три года, однако переход не состоялся (по разным данным, либо из-за отказа руководства «Ноттс Каунти» отпускать игрока, либо из-за отказа самого Алфреда).
21 декабря 1893 года «Ноттс Каунти» организовал благотворительный матч в честь Алфреда Шелтона, в нём он сыграл против «Эвертона». Судил игру Джонни Гудолл.
В 1896 году Шелтон перешёл в клуб «Лафборо» из Второго дивизиона. Провёл в клубе только один сезон 1896/1897, сыграв 15 матчей и забив 1 гол.
В июле 1897 года перешёл в клуб «Илкстон Таун», выступавший в Мидлендской лиге. В сезоне 1897/98 команда дошла до пятого квалификационного раунда Кубка Англии.

## Карьера в сборной
2 марта 1889 года Алфред Шелтон дебютировал за национальную сборную Англии, выйдя на позиции левого хавбека в матче Домашнего чемпионата против сборной Ирландии на стадионе «Энфилд»; англичане одержали в той игре победу со счётом 6:1. В некоторых источниках автором первого гола англичан значится Дейви Уир, в других им называется Алфред Шелтон.
15 марта 1890 года провёл свой второй матч за сборную Англии против сборной Уэльса на стадионе «Рейскорс Граунд», в которой англичане победили со счётом 3:1. 5 апреля 1890 года сыграл против сборной Шотландии на стадионе «Хэмпден Парк», матч завершился вничью со счётом 1:1.
7 марта 1891 года сыграл против сборной Уэльса на стадионе «Ньюкасл Роуд» в Сандерленде, матч завершился победой Англии со счётом 4:1. 4 апреля 1891 года сыграл против шотландцев на стадионе «Ивуд Парк» в Блэкберне, англичане тогда победили со счётом 2:1.
2 апреля 1892 года провёл свой шестой (и последний) матч за национальную сборную, в котором англичане обыграли шотландцев со счётом 4:1 на стадионе «Айброкс Парк» в Глазго. Все шесть матчей за сборную Алф Шелтон провёл на позиции левого хавбека.

## После завершения карьеры игрока
В 1900 году «Илкстон Таун» был расформирован, к тому времени Шелтон завершил карьеру игрока. В том же году он вернулся в «Ноттс Каунти», став членом совета директоров клуба. Он был одним из директоров клуба до 1910 года.
Впоследствии работал оператором крана на фабрике Кэммел Лэрд (Королевского артиллерийского завода в Ноттингеме). Фабрика была основана в 1916 году для производства снарядов для западного фронта Первой мировой войны, однако с 1923 года там стали производить железнодорожные товарные вагоны. 23 июля 1923 года Шелтон упал с крана, получив серьёзные травмы. Его госпитализировали в больницу Ноттингема, где он умер на следующий день, не приходя в сознание.

## Достижения
«Ноттс Каунти»
- Обладатель Кубка Англии: 1893/94
- Финалист Кубка Англии: 1890/91
- Вице-чемпион Футбольной лиги: 1894/95

Сборная Англии
- Победитель Домашнего чемпионата Великобритании: 1890 (разделённая победа), 1891, 1892[1]